# Џеферсон (Тексас)
Џеферсон (енгл. Jefferson) град је у америчкој савезној држави Тексас. По попису становништва из 2010. у њему је живело 2.106 становника.

## Демографија
Према попису становништва из 2010. у граду је живело 2.106 становника, што је 82 (4,1%) становника више него 2000. године.
| Група             | 2000.         | 2010.         |
| Белци             | 1.259 (62,2%) | 1.224 (58,1%) |
| Афроамериканци    | 702 (34,7%)   | 759 (36,0%)   |
| Азијати           | 17 (0,8%)     | 15 (0,7%)     |
| Хиспаноамериканци | 33 (1,6%)     | 65 (3,1%)     |
| Укупно            | 2.024         | 2.106         |